# Domus Aurea (colle Oppio)
Con Domus Aurea sul colle Oppio si intendono i resti della omonima residenza imperiale fatta costruire da Nerone dopo il grande incendio di Roma del 64. Le strutture sull'Oppio furono in seguito interrate per costruirvi sopra le Terme di Traiano: proprio per questo motivo l'edificio si è potuto conservare fino ad oggi.
Il Carandini ritiene che la domus Aurea nel suo complesso si articolasse in due corpi principali: 
- il primo era posto tra vestibulum e stagnum e costituiva la parte pubblica;
- il secondo era sito sull'Oppio e costituiva la parte privata.[4] Esso è di seguito descritto.

## Storia della scoperta del padiglione dell'Oppio

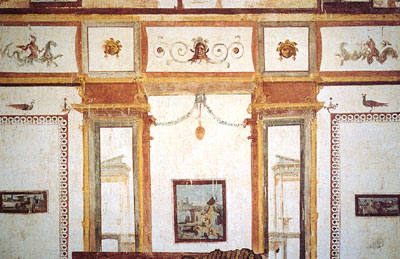
Le grottesche della Domus Aurea

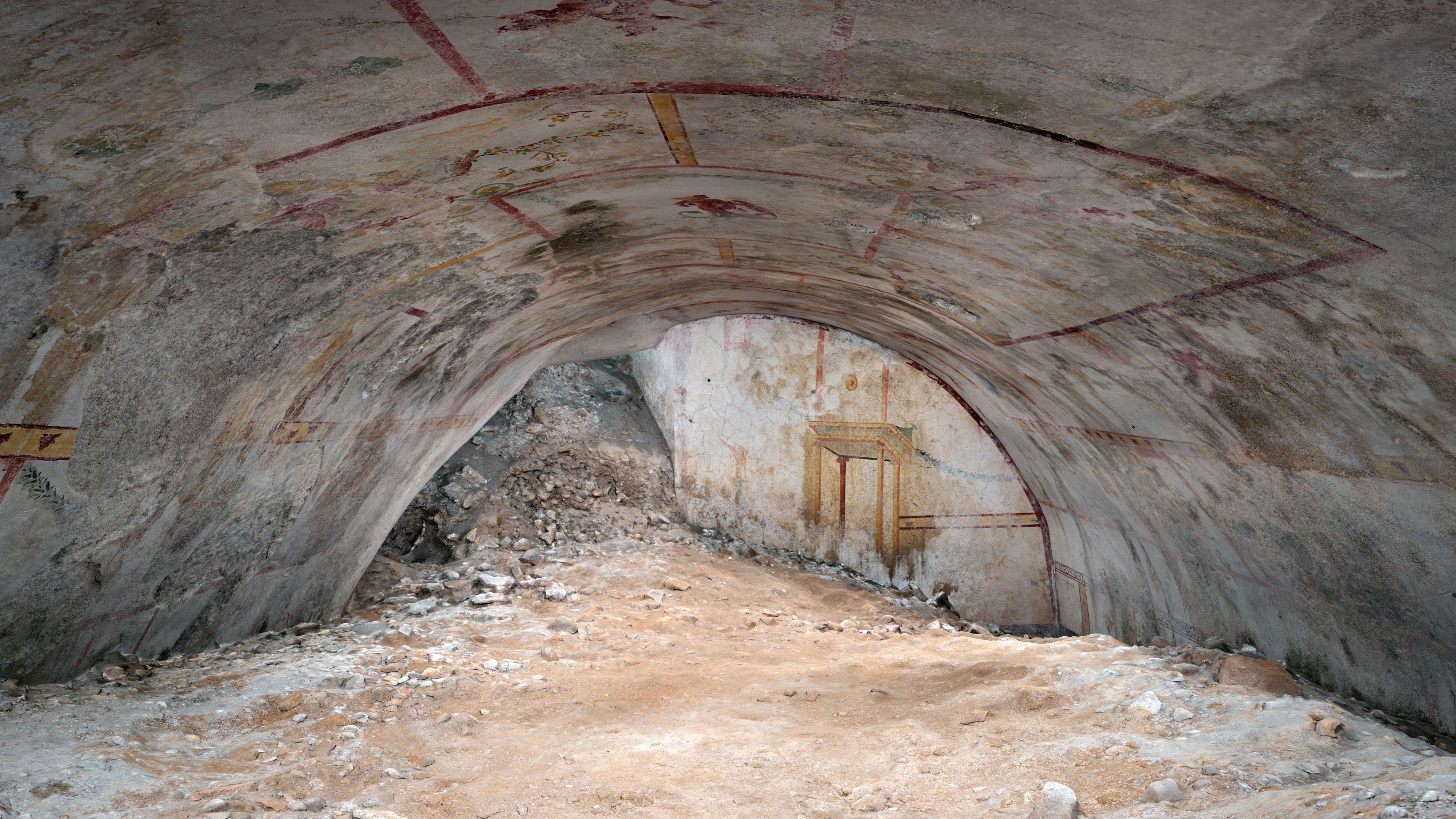
La Sala della Sfinge, scoperta nel 2019

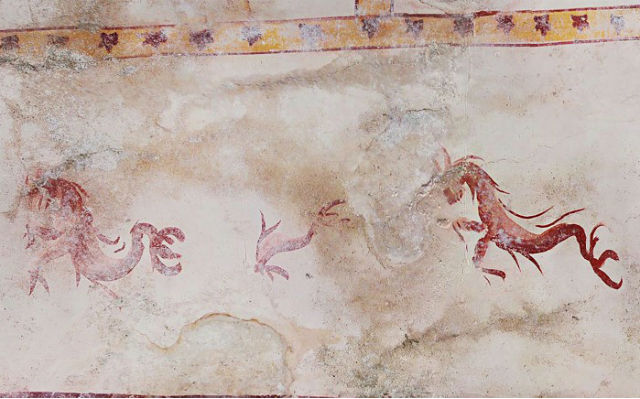
Affresco con centauri nella Sala della Sfinge

Quando un giovane romano cadde accidentalmente in una fessura sul versante del colle Oppio alla fine del XV secolo, si ritrovò in una strana grotta, piena di figure dipinte. Ben presto i giovani artisti romani presero a farsi calare su assi appese a corde per poter vedere loro stessi. Gli affreschi scoperti allora sono ormai sbiaditi in pallide macchie grigie sul gesso, ma l'effetto di queste decorazioni grottesche, per l'appunto, fu elettrizzante per l'intero Rinascimento. Quando il Pinturicchio, Raffaello e Michelangelo s'infilarono sotto terra e furono fatti scendere lungo dei pali per poter studiare queste immagini, ebbero una rivelazione di quel che era il vero mondo antico. Essi, ed altri artisti che, come Marco Palmezzano, lavoravano a Roma in quegli anni, si diedero a diffondere anche nel resto d'Italia tali "grottesche".
Accanto alle firme di illustri e successivi turisti incise sugli affreschi, quali quelle di Giacomo Casanova e del Marchese de Sade, distanti di pochi centimetri l'una dall'altra, si possono leggere anche le firme di Domenico Ghirlandaio, Martin van Heemskerck, e Filippino Lippi.
L'effetto sugli artisti rinascimentali fu istantaneo e profondo: lo si può notare in maniera ovvia nella decorazione di Raffaello per le logge nel Vaticano.
Nel Rinascimento la domus dell'Oppio fu erroneamente chiamata palazzo di Tito a causa dell'erronea identificazione delle terme di Traiano con le terme di Tito.
La scoperta, però, provocò anche l'ingresso dell'umidità nelle sale, e questo avviò il processo di lento, inevitabile decadimento. Alla forte pioggia fu attribuito anche il crollo d'una parte del soffitto.
La riapertura di una parte del complesso, chiuso subito dopo il crollo, era prevista per il gennaio 2007, ma il monumento continua a soffrire di una situazione a rischio, dovuta al traffico, alle radici degli alberi del giardino e ad altri problemi riguardanti l'area, che impediscono di proseguire lo scavo e l'esplorazione.
Nel maggio 2019, durante lavori di restauro, gli archeologi del Parco Archeologico del Colosseo hanno casualmente scoperto un ambiente mai esplorato prima. Si tratta di una stanza a volta alta 4,5 metri, dalle pareti decorate con affreschi ben conservati e raffiguranti il dio Pan, pantere e una sfinge, il che le è valso il nome di Sala della Sfinge.

## Struttura
Il Carandini interpreta così il famoso passo di Svetonio, che vede questo padiglione descritto nel modo seguente:
- era rivestito d'oro, gemme e madreperla;[14]
- era costituito da sale per banchetti (cenationes) dai soffitti eburnei e mobili per riversare fiori sugli invitati;[14]
- aveva al suo interno "sala da banchetto" principale (cenatio principalis), di forma rotonda (rotunda), che sembra ruotasse continuamente, come l'universo, che il Carandini posiziona però nell'edificio residenziale tra vestibolo e stagno, sul quale si affacciava;[14][15]
- era infine dotata di bagni con acqua normale e sulfurea.[14]

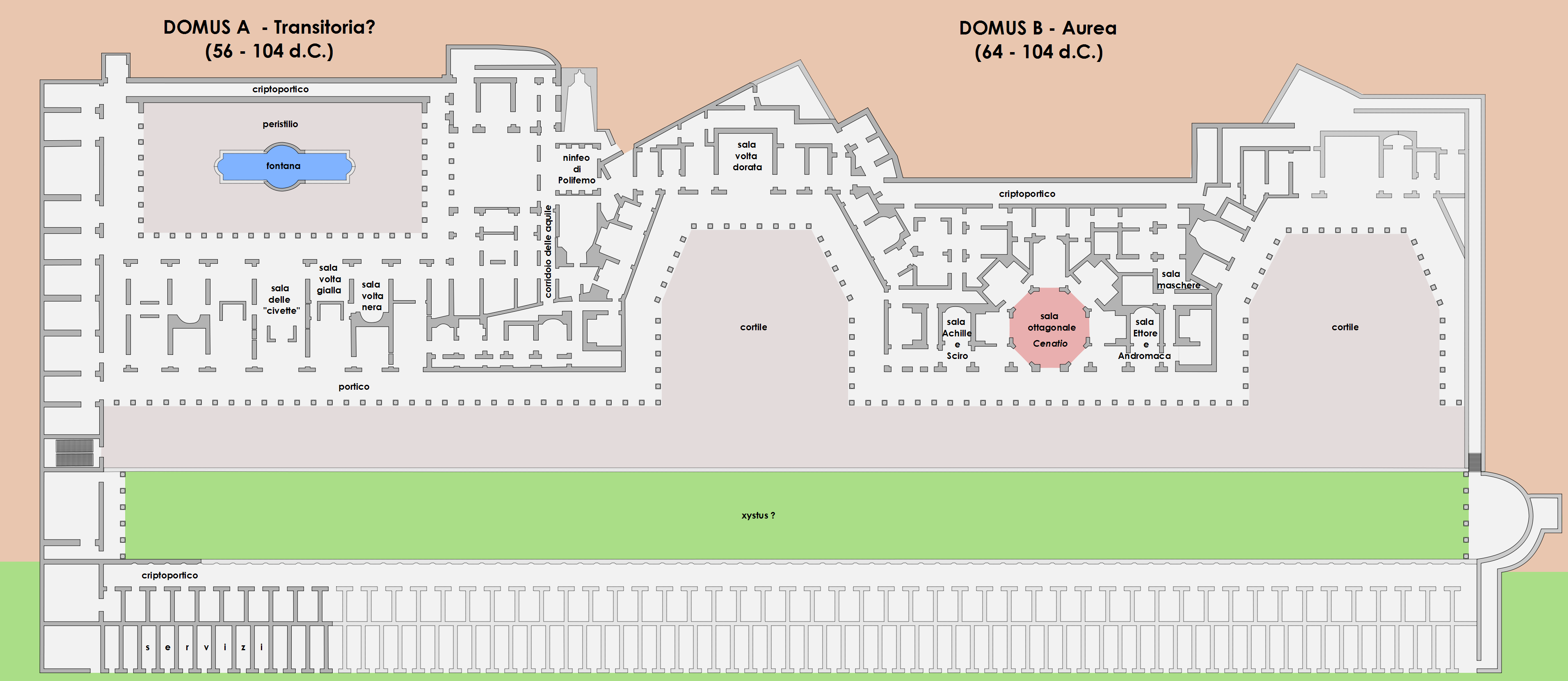
Domus Aurea: il padiglione sul colle Oppio

La parte conservata al di sotto delle successive terme di Traiano sul colle Oppio era essenzialmente una villa per feste, con oltre 150 ambienti, senza aver scoperto alcuna cucina o latrina. Le stanze erano rivestite di marmo finemente levigato nella loro parte inferiore, di pitture in quella superiore, e componevano intricate planimetrie, composte di nicchie ed esedre che concentravano o disperdevano la luce del sole. Sembra vi fossero piscine sui vari piani (come nel caso della parte nord del lato orientale) e fontane nei corridoi.
La pianta della struttura sull'Oppio appare divisa in modo abbastanza evidente in due differenti parti: quella occidentale costituisce un edificio a sé stante (domus A), che ruota intorno ad un grande cortile rettangolare, che poi si apriva verso la valle del futuro Colosseo. A questo primo edificio, che il Coarelli definisce «semplice e classico, caratterizzato da assi perpendicolari», ne venne affiancato un secondo nella parte orientale di «forma assai più ricca», con stanze poste attorno a due grandi rientranze poligonali e al cui centro era posta una sala ottagonale (domus B).
Il palazzo sull'Oppio era, inoltre, dotato di un piano superiore, allo stesso livello del colle su cui si appoggiava (a nord). Le strutture pervenute di questo piano sono conservate solo per un'altezza di 30/60 cm, in quanto con la costruzione delle Terme di Traiano, ogni cosa venne demolita fino al livello di calpestio di questo primo piano. Lo spessore dei muri era inoltre ridotto (appena 40/50 cm), tanto da far credere agli archeologi che fosse un corpo molto meno monumentale del piano inferiore.

### Domus Transitoria? (ante64 d.C.)

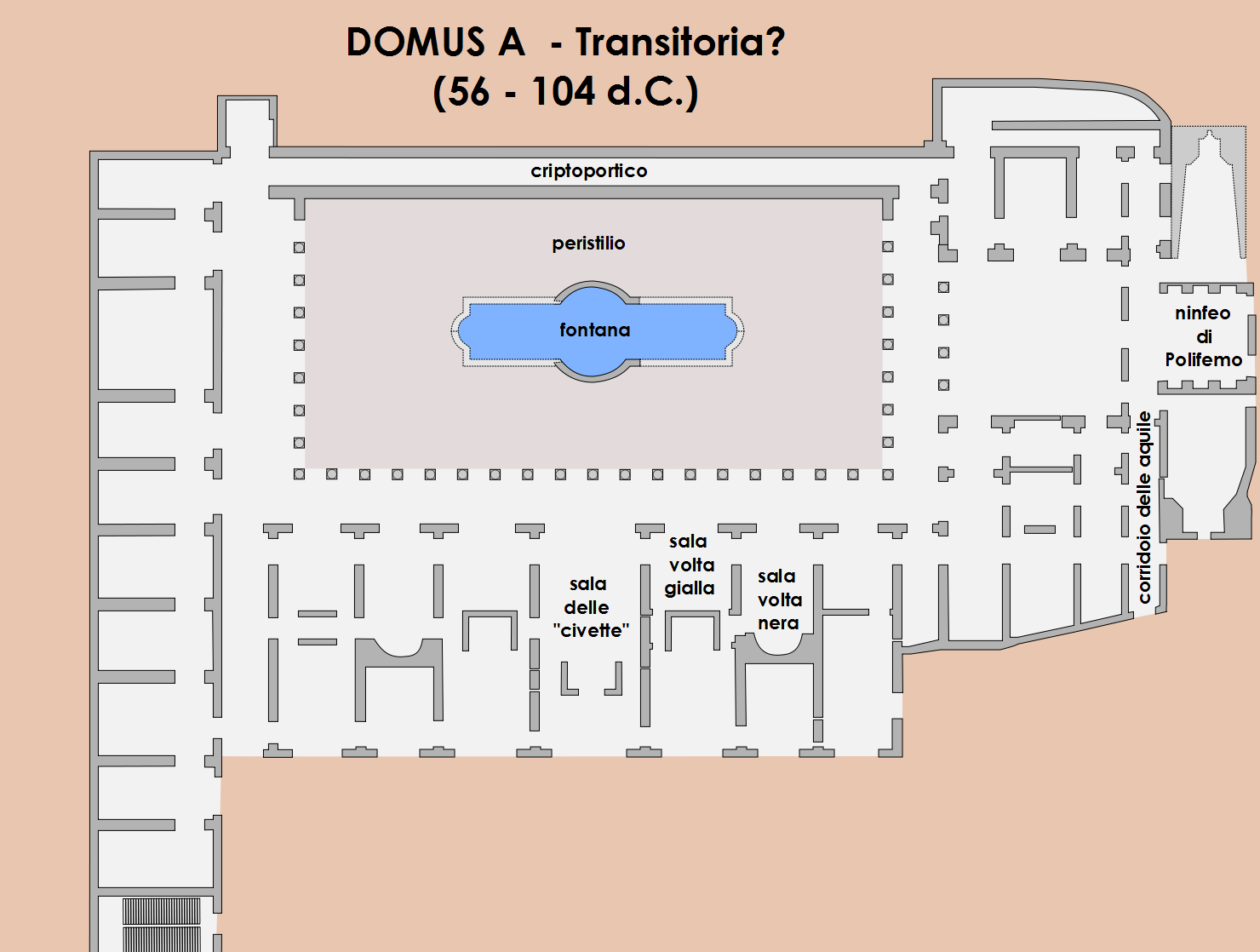
La parte occidentale del padiglione sul colle Oppio: domus Transitoria

Nerone, prima dell'incendio del 64 d.C., aveva fatto costruire un nuovo palazzo che dal Palatino si estendeva fino ai giardini di Mecenate sull'Esquilino. Il suo nome era domus Transitoria, poiché la sua funzione era quella di collegare i palazzi imperiali del Palatino con i possedimenti imperiali sull'Esquilino, dove erano presenti numerose proprietà (horti), una volta appartenute ad importanti uomini della Roma tardo-repubblicana. In seguito alle distruzioni del grande incendio del 64 d.C., questa domus venne sostituita dalla domus Aurea. Carandini e Coarelli sono infatti concordi nel ritenere la domus Aurea altro non sia che il proseguimento ed ampliamento della costruzione della domus Transitoria (da non confondersi con quella sul Palatino).
In sostanza il lato occidentale del padiglione sull'Oppio, altro non sarebbe che parte della domus Transitoria, mentre quella orientale, parte della nuova domus Aurea vera e propria, successiva al grande incendio.
(Svetonio, Nerone, 31.1.)
Entrando nella domus si passa prima attraverso la grande esedra delle Terme di Traiano. I muri di mattoni della residenza neronaiana, in origine erano rivestiti di marmo nella loro parte inferiore, mentre in quella superiore erano affrescati. Si incontrano poi due basi di colonne e un pilastro, a testimonianza del portico che si trovava di fronte alla domus lungo il lato sud. Quasi tutte le colonne, i pavimenti e le pareti di marmo furono asportati, quando Traiano diede ordine di costruire un nuovo impianto termale (nel 104), per esservi nuovamente utilizzati.
Proseguendo all'interno, si incontra un grande cortile, che era stato realizzato con un portico su tre lati, mentre sul quarto, quello a nord, era costituito da un criptoportico, che aveva la funzione di sostenere il terrapieno retrostante. Al centro del cortile, occupato da una serie di lunghi corridoi a volta atti a sostenere le soprastanti terme traianee, troviamo i resti di una fontana; quindi, una serie di ambienti che si aprono in parte verso il portico esterno (lato sud), e in parte verso il cortile interno. Nella parte est della "Domus A" (Transitoria) si accede poi un grande ninfeo che si apre verso il cortile interno.
Nella parte meridionale di questo primo edificio, troviamo una serie di ambienti, che il Coarelli identifica in una doppia sala centrale («sala delle civette»), ai cui lati sono aperte verso il portico, due sale con alcova, identificabili nelle camere da letto (cubicula) della coppia imperiale. A loro volta queste stanze comunicano con due ambienti minori, affiancati a loro volta, da due sale absidate, all'interno delle quali troviamo i resti di basi per statue. Ovviamente tutti questi ambienti, ormai interrati sotto le terme, dobbiamo invece immaginarli in origine dotati di grandi porte, che si affacciavano sulla valle del futuro Colosseo, con vista sul grande stagno artificiale e i giardini tutti intorno, come ci tramanda Svetonio:
(Svetonio, Nerone, 31.1.)

#### Ninfeo di Polifemo

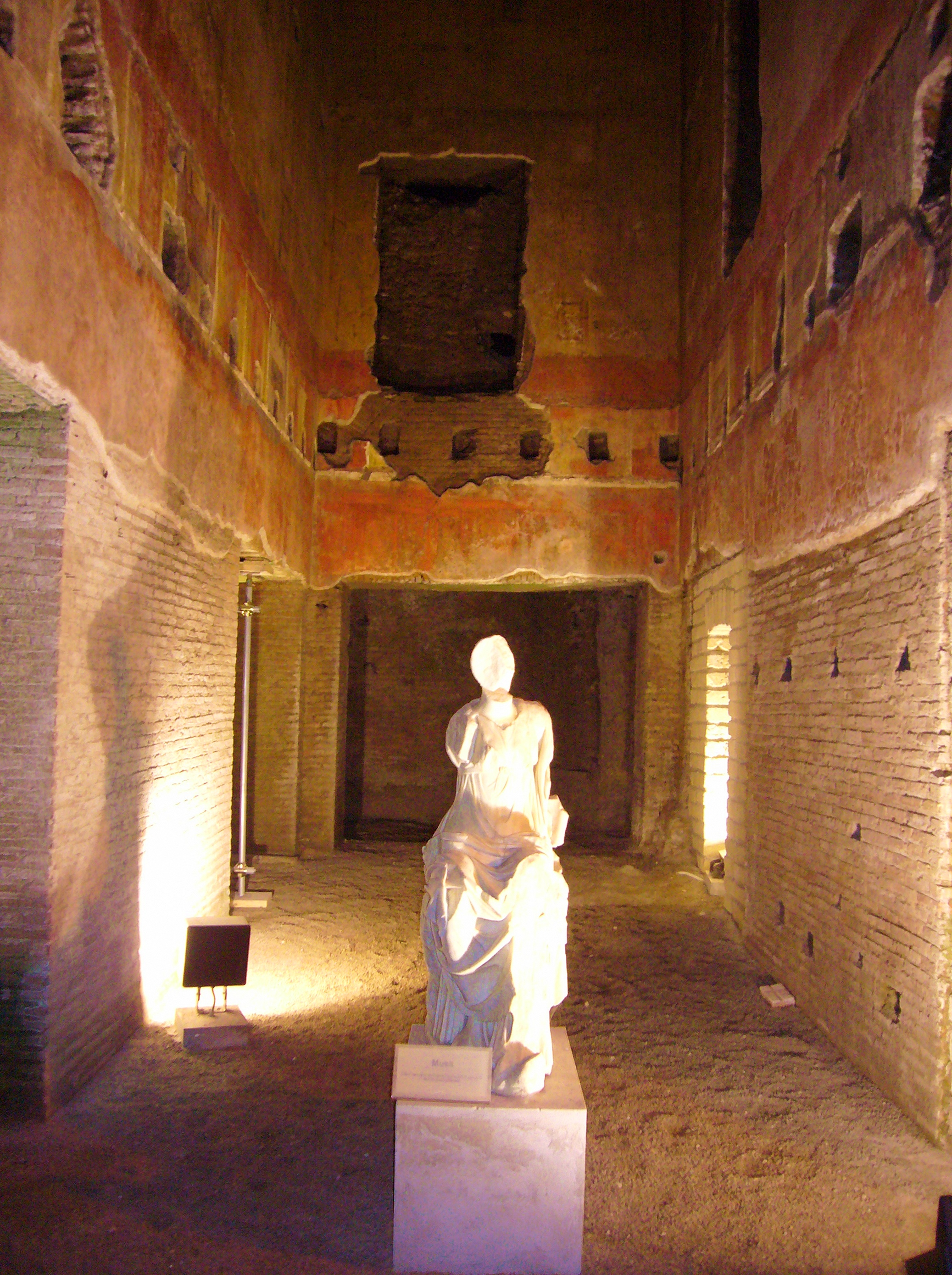
Frammenti della statua della musa di Tersicore (ninfeo di Polifemo)

Continuando la visita al sito della domus Transitoria, incontriamo un ricco ninfeo rettangolare, poco ad est del grande cortile. Fu purtroppo suddiviso in due da un muro traianeo. Alle sue estremità era cinto da un portico di quattro colonne, oltre il quale troviamo il vero e proprio ninfeo, dotato di una fontana a cascata sul fondo, la cui acqua era convogliata in un bacino centrale. Sui muri del ninfeo si trovava un mosaico, del quale restano solo poche tracce, inserite in una cornice di conchiglie. La parte inferiore delle pareti erano in origine rivestite di marmo.
La decorazione della volta, alta 10,20 m, è conservata solo in parte dove erano inseriti quattro medaglioni angolari e un ottagono centrale, quest'ultimo in parte conservato e dove è rappresentata la scena di Polifemo che riceve dalle mani di Ulisse la coppa di vino. I colori sono quelli definiti da Plinio, "floridi", vale a dire rosso, verde, giallo, bianco e nero. Le finestre laterali dovevano far penetrare la luce esterna, facendo brillare i mosaici e generando giochi d'acqua all'interno del ninfeo. Si tratta peraltro di uno dei più antichi, se non il più antico, mosaico su volta esistente al mondo.

### Domus Aurea(post64 d.C.)
Il complesso orientale (domus B), venne annesso con difficoltà a quello occidentale, ed aveva il suo centro nella grande sala da pranzo ottagonale (cenatio principalis), sulla quale si affacciavano quattro triclini e un ninfeo.
La parte nord, formata da ambienti di servizio, era caratterizzata da un lungo criptoportico. La parte orientale di questo palazzo sull'Oppio era incentrato sulla sala ottagonale, inserita tra due ampi cortili pentagonali, su uno dei quali si affacciava la sala detta della «volta dorata». Si trattava di una facciata costituita da parti che rientravano e parti aggettanti, in modo similare al palazzo che si affacciava sullo stagno, seguendo il modello delle ville marittime. La parte poi meridionale del palazzo era abbellita da un portico, del quale restano pochi frammenti nella parte occidentale.

#### Sala della volta dorata
Di questa sala, che si trovava perfettamente in asse con il cortile pentagonale occidentale, è evidente il livello ben più elevato della sua decorazione. Di questa «volta dorata», oggi solo in parte conservata, restano i disegni rinascimentali.

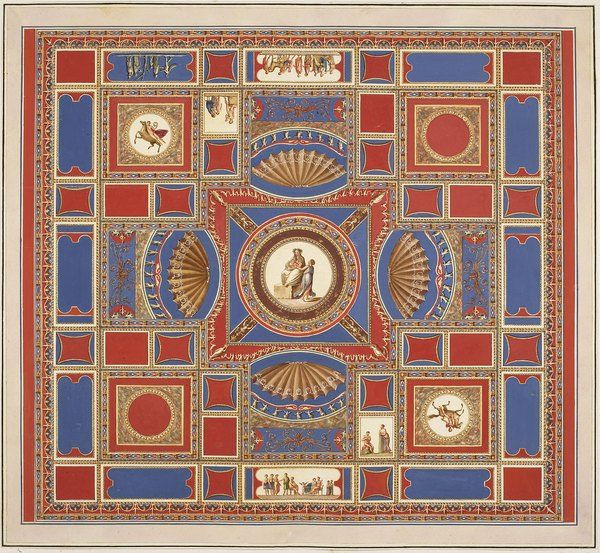
Ricostruzione della «volta dorata» di Vincenzo Brenna

#### Sala ottagona

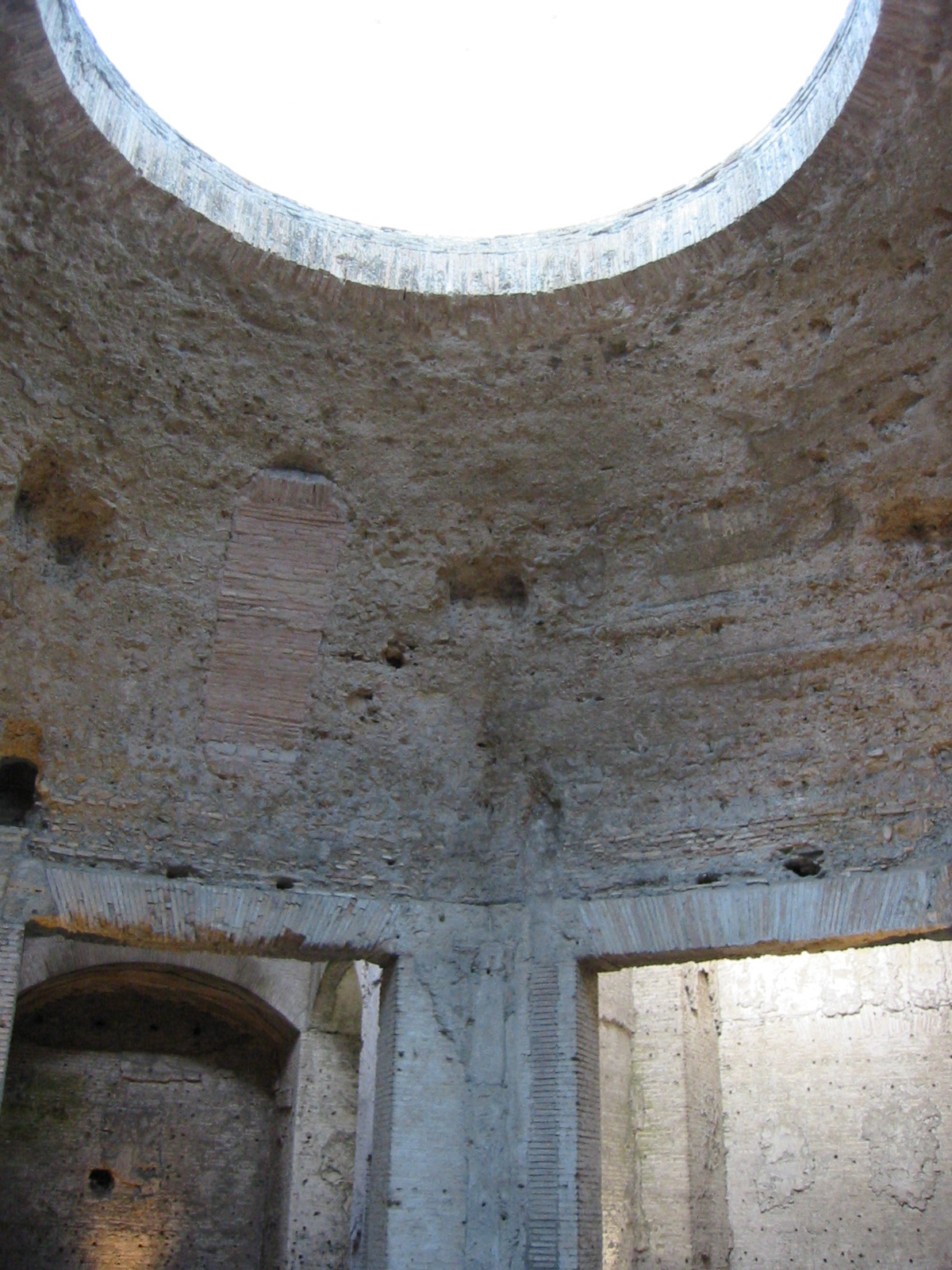
La sala ottagonale

La sala rotonda fu costruita sul modello della cenatio praecipua rotunda, il cui soffitto girava continuamente come il cielo, che Carandini e Fraioli posizionano nel padiglione che si affacciava sullo stagnum. Anche il soffitto della sala ottagonale poteva probabilmente ruotare tramite un meccanismo simile a una macina che, agganciato ai binari scoperti lungo il bordo dell'apertura centrale superiore, era mossa da schiavi.
Ai lati della sala ottagona erano dislocati due appartamenti, nei quali è possibile riconoscere dalle pitture che li caratterizzano la «sala di Achille a Skyros» e la «sala di Ettore e Andromaca». La sala ottagona, capolavoro dell'architettura romana, si affacciava su uno xystus, che altro non era che una pista per assistere alle gare ginniche, e un immenso parco.
Gli architetti disegnarono due delle sale da pranzo principali, in modo che fiancheggiassero un cortile ottagonale, sormontato da una cupola con un gigantesco abbaino centrale che lasciava entrare la luce del giorno. La cupola era completamente costruita in cementizio ed impostata su un ottagono di base; la prima parte della cupola segue un andamento a spicchi ottagonali (come la cupola del Brunelleschi di S.Maria del Fiore a Firenze), mentre la seconda parte assume una forma circolare. La parte centrale sormontata dalla cupola svolge funzione di un triclino romano, dove l'imperatore si manifestava come divino, tramite gli effetti di luce che l'abbaino della cupola filtrava, assimilandosi al dio Apollo.
Alla pianta ottagonale si riconducono pure degli spazi laterali che fungevano sia da ambulacri che da elementi di contraffortamento per la cupola; a questi spazi si accedeva tramite delle grandi luci sovrastate da piattabande in laterizio. Fu questo, probabilmente uno dei modelli da cui trasse ispirazione la celeberrima cupola del Pantheon: si tratta in effetti di un esempio precoce dell'utilizzo della tecnica del cementizio, che era stata elaborata dai romani a partire dal II secolo a.C. per lo sviluppo di ampi e articolati spazi interni, tipico dell'architettura romana.

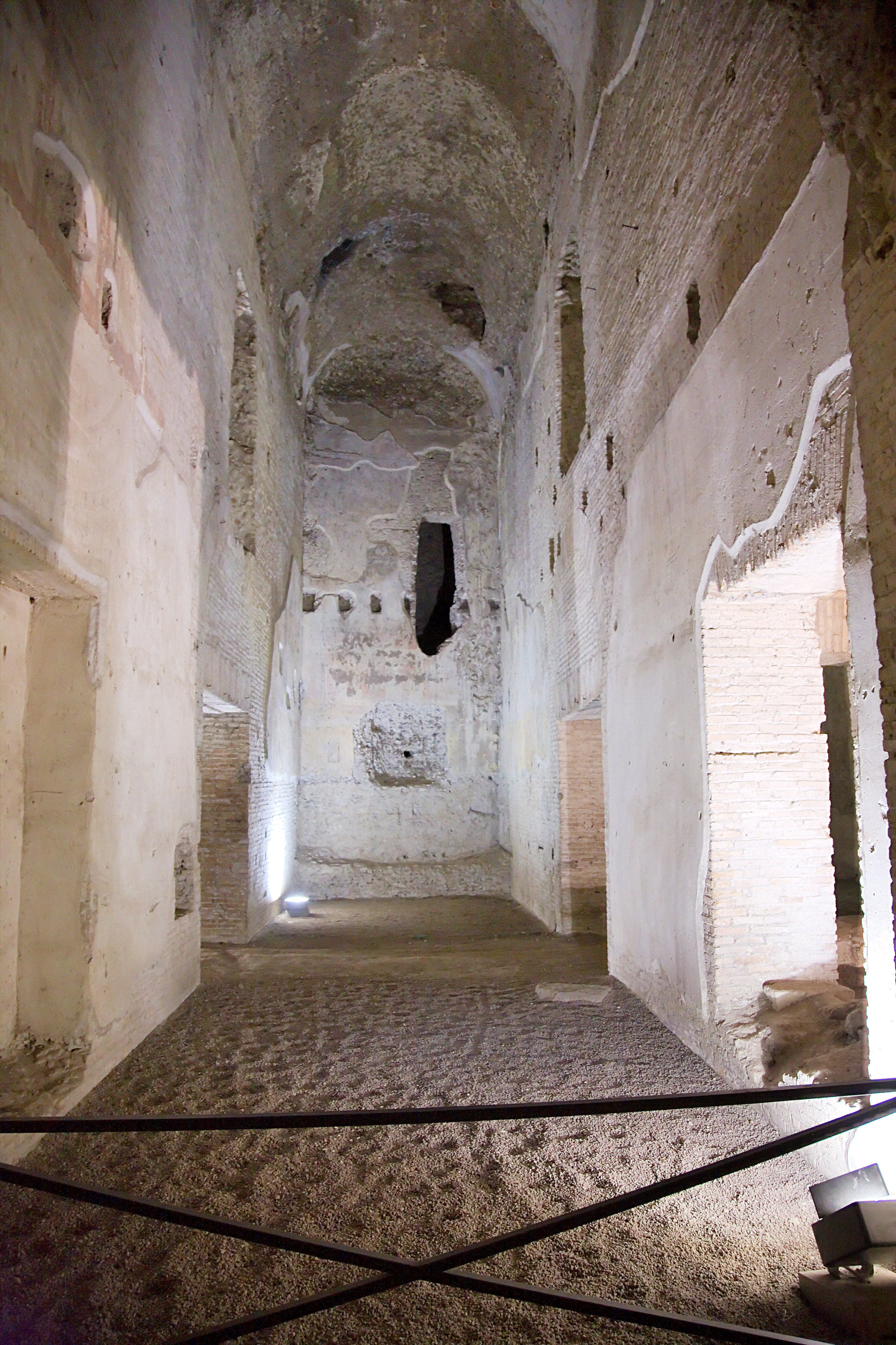
Domus Aurea sull'Oppio (1)
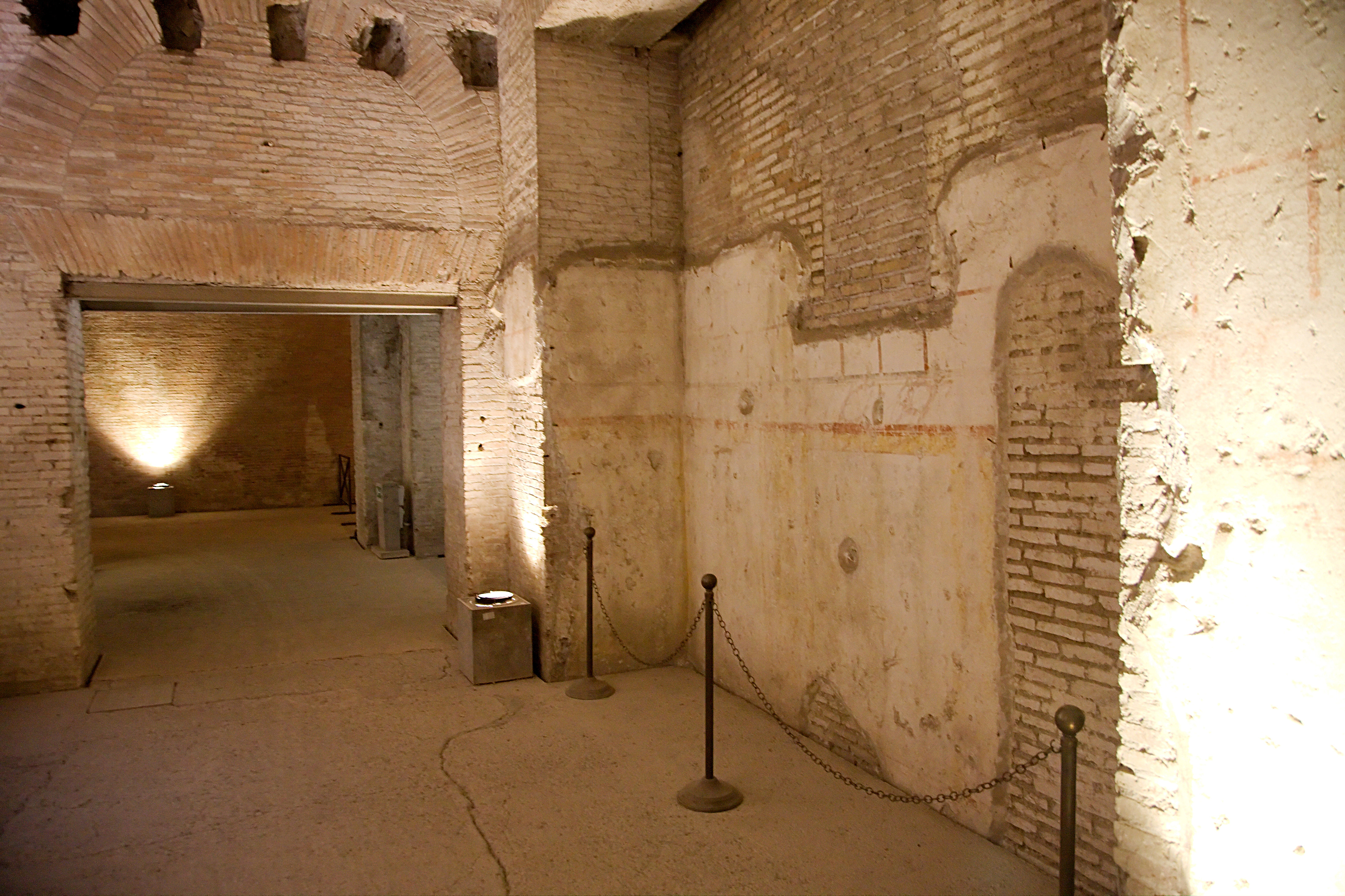
Domus Aurea sull'Oppio (2)

## Decorazioni

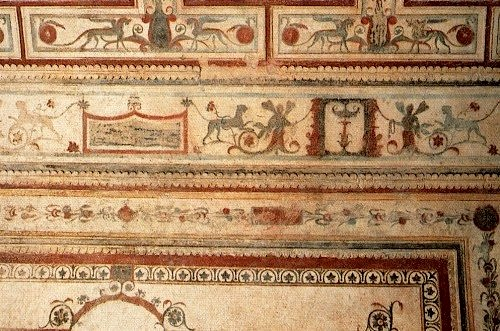
Particolare del dipinto della volta della "sala di Ettore e Andromaca"

Questa domus, costruita in mattoni e in pietra nei pochi anni tra l'incendio e la morte di Nerone nel 68, era celebre non solo per gli estesi rivestimenti in oro colato che le diedero il suo nome, ma anche per i soffitti stuccati incrostati di pietre semi-preziose e lamine d'avorio. Plinio il Vecchio assistette alla sua costruzione
Analizzando le pareti, è possibile notare che negli ambienti principali il rivestimento marmoreo della parte inferiore è stato asportato. Rimangono invece gli affreschi, che ricoprivano ogni altra superficie. Di questi ultimi rimangono esempi di pittura di notevole qualità artistica (seppure con tempo stiano andando svanendo) sulla volta della sala absidata est, su quella della «sala della volta gialla», di quella centrale o della «sala della volta delle civette», oltre che in una delle due sale ad alcova («della volta nera»).
Si trattava di uno dei primi esempi di quarto stile pompeiano. La direzione venne affidata ad un pittore di grande talento come Fabullus. La tecnica dell'affresco, applicata al gesso fresco, richiede un tocco veloce e sicuro: Fabullo e i suoi collaboratori ricoprirono una percentuale impressionante dell'area. Plinio, nella sua Storia Naturale, racconta come Fabullo si recasse solo per poche ore al giorno alla Domus, per lavorare solo quando la luce era adatta. La rapidità dell'esecuzione di Fabullo donava un'unità straordinaria alla sua composizione, una delicatezza sorprendente alla sua esecuzione, e il suo stile era definito «floridus (per i colori utilizzati come l'azzurro, il rosso sangue, il verde erba, l'indaco o il giallo oro) et humidus (per la pastosità del tocco)».
Queste decorazioni, seppure giunte a noi in ridotti frammenti di pittura, possono essere integrate con i disegni degli artisti rinascimentali che scendevano ad ispirarsi in queste «grotte» (ribattezzate poi «grotresche»).
Un'altra innovazione destinata ad avere una grande influenza sull'arte futura, fu che Nerone pose i mosaici, precedentemente riservati ai pavimenti, sui soffitti a volta. Ne sopravvivono soltanto dei frammenti, ma questa tecnica sarebbe stata imitata costantemente, per diventare un elemento fondamentale dell'arte cristiana: i mosaici che decorano innumerevoli chiese a Roma, Ravenna, Costantinopoli e in Sicilia.

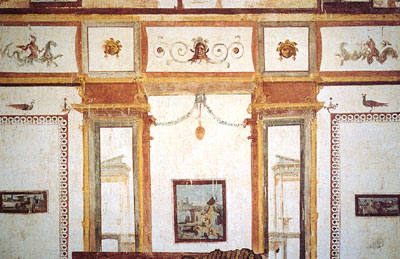
Grottesche della Domus Aurea (particolare di pittura parietale)
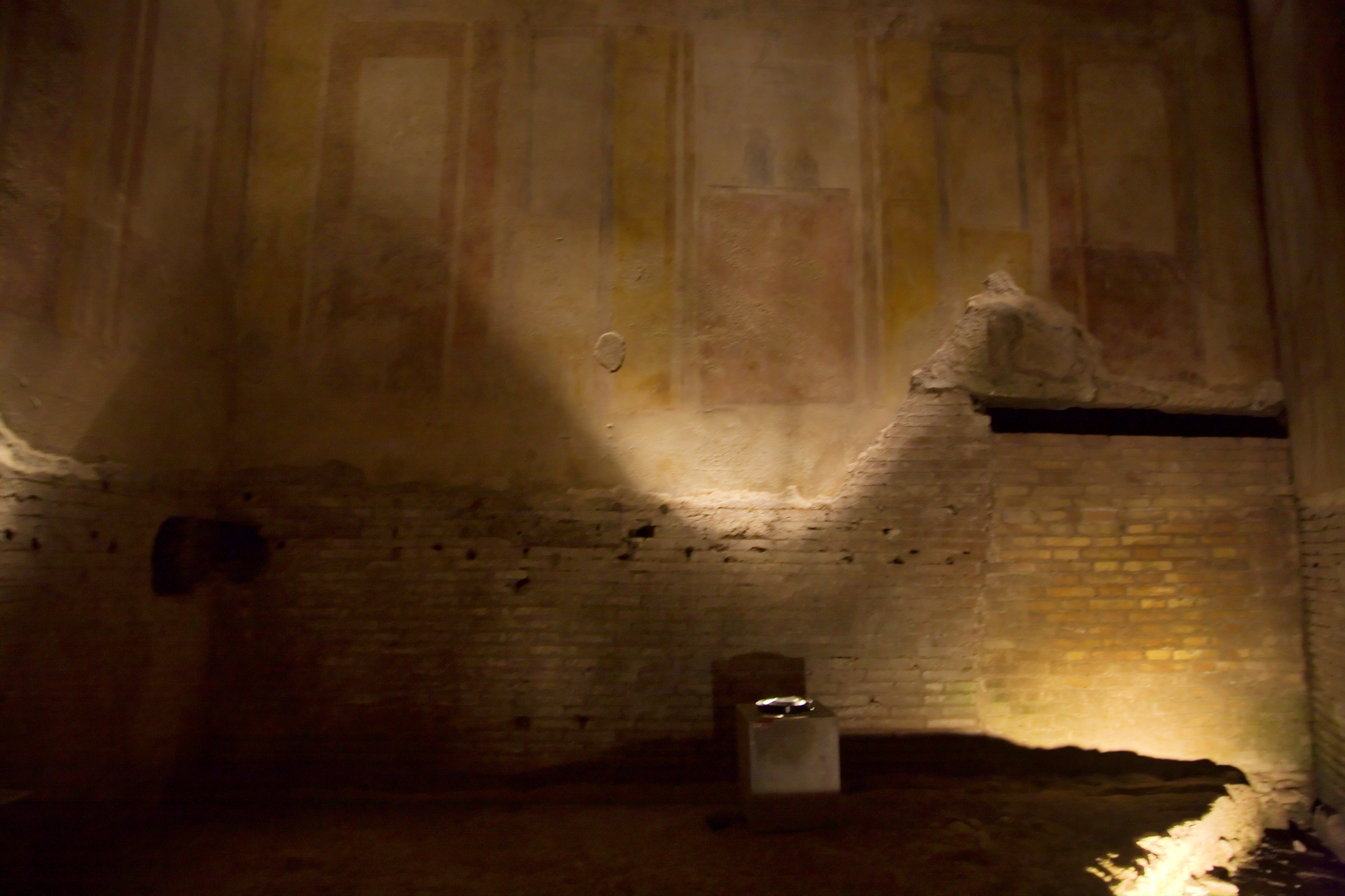
Grottesche della Domus Aurea
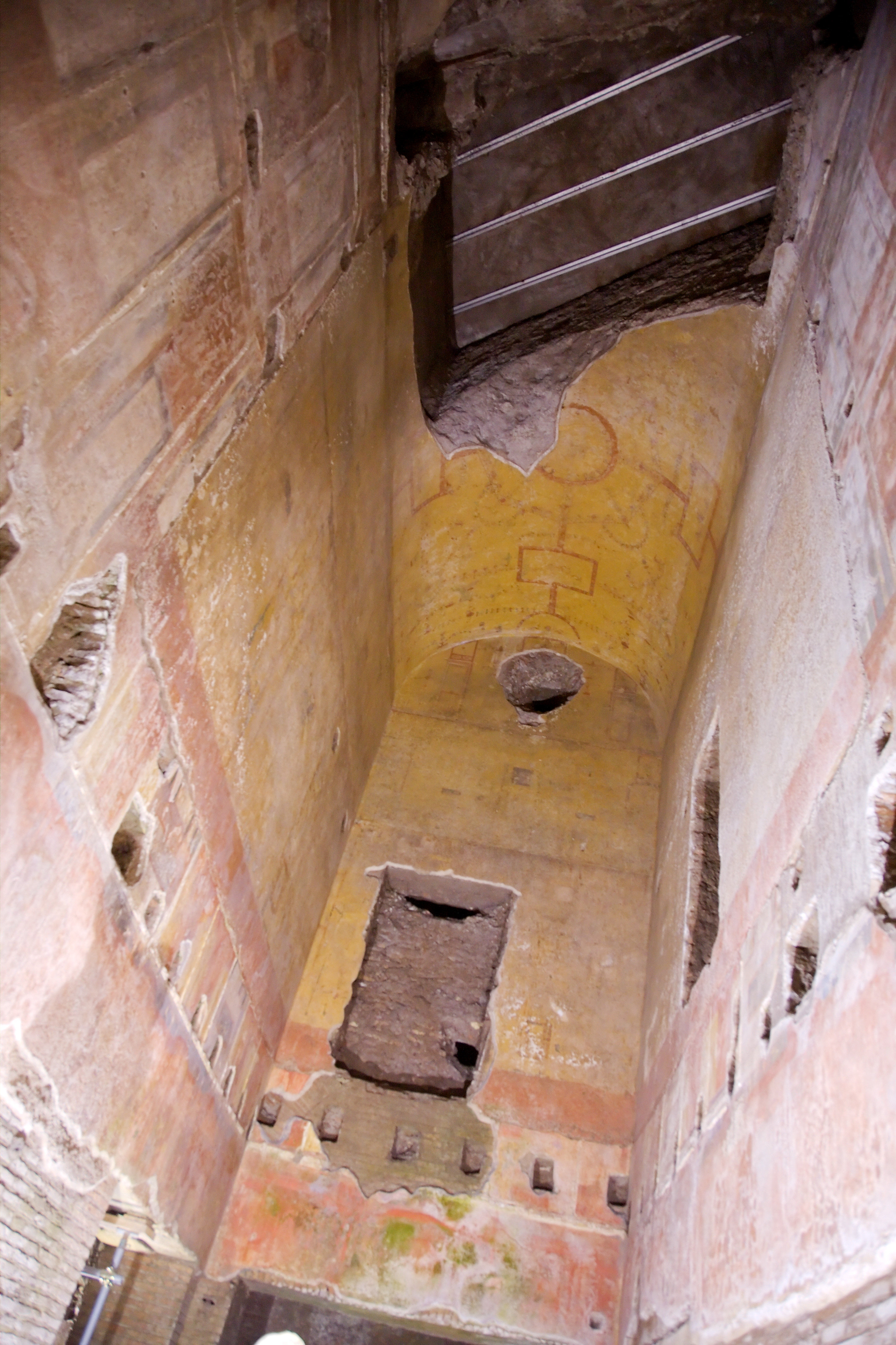
Domus Aurea, sala della "volta gialla" (?)

## Strutture successive
In seguito alla damnatio memoriae di Nerone ed all'incendio della parte della domus sul colle Oppio, le superfici prima appartenenti alla Domus Aurea furono destinate a nuovi utilizzi, demolendo o sotterrando edifici (come appunto il padiglione sul colle Oppio), aprendo nuovamente l'area alla viabilità ordinaria, permettendo così il ricongiungimento dei quartieri centrali con quelli più esterni del Celio e dell'Esquilino. Sull'Oppio furono edificate prima le terme di Tito e poi le terme di Traiano.

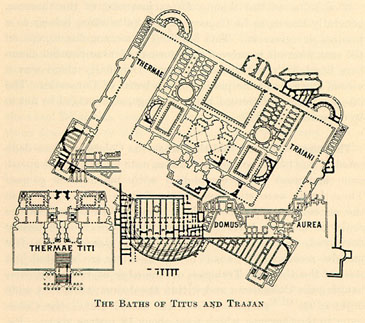
Pianta che mostra la disposizione delle Terme di Traiano e di quelle di Tito rispetto alla Domus Aurea sull'Oppio

### Terme di Tito
Le Terme di Tito furono dedicate dall'imperatore Tito nell'80, all'epoca dell'inaugurazione del Colosseo, e portate a termine sotto il principato di Domiziano. Erano state progettate inizialmente come riadattamento ad uso pubblico dei grandiosi bagni privati della Domus Aurea neroniana, in coerenza col programma imperiale di restituzione al popolo romano degli spazi urbani che Nerone aveva espropriato. Una pianta del Palladio costituisce l'unico documento di come fossero queste terme.

### Terme di Traiano
Le terme di Traiano furono erette, a pochi anni dall'incendio della Domus Aurea (104 d.C.), dall'architetto Apollodoro di Damasco, impegnato negli stessi anni anche nella realizzazione del foro e dei mercati di Traiano; furono concluse nel 109 d.C. da Traiano, che le inaugurò il 22 giugno. Furono le prime "grandi terme" di Roma e, all'epoca, erano il più grande edificio termale esistente al mondo.
La costruzione delle Terme di Traiano fu eseguita intervenendo su un’area urbana di oltre sei ettari, parte della quale corrispondeva al padiglione esquilino della Domus Aurea. Anche le terme di Tito e altre strutture rinvenute nell’angolo sud-occidentale furono interessate dalla realizzazione delle terme. Tutti gli edifici preesistenti erano caratterizzati da un orientamento nord-sud, a differenza delle terme di Traiano, che sono disposte su un asse nordest/sudovest e sono ruotate di 36° rispetto all’orientamento nord/sud dell’edilizia preesistente, per sfruttare al massimo la luce e il calore solare,  garantendo al calidarium il massimo irraggiamento tra il mezzogiorno e il tramonto.
In seguito al grave incendio, databile intorno al 104 d.C., che colpì la residenza di Nerone sull'Oppio, Apollodoro demolì tutto ciò che rimaneva dei piani superiori del complesso, lasciando soltanto i locali del piano terreno che usò come basamento per le future terme. Contestualmente ordinò la demolizione e l'interramento di numerosi edifici adiacenti, in modo da ottenere una vasta area sulla quale poter realizzare l’impianto termale. Proprio queste operazioni di demolizioni e interramento hanno sigillato e salvaguardato una buona parte della Domus Aurea e del quartiere pretraianeo.
Tra i resti pertinenti al recinto, visibili nel Parco del Colle Oppio, c'è una sala bi-absidata sul lato settentrionale del complesso, orientata come la Domus Aurea. Altre esedre più piccole, invece, si aprivano nel perimetro: due di queste erano poste negli angoli settentrionali. Ciascuna di esse era costituita da due strutture semicircolari e concentriche. La loro funzione è ancora incerta. L'esedra nordorientale è quella meglio conservata: tradizionalmente interpretata come ninfeo con fontane, essa presenta lungo la parete undici nicchie alternativamente rettangolari e semicircolari, ed è coperta da una semicupola decorata a cassettoni ottagonali e triangolari..